# Marianne Faithfull (album)
Marianne Faithfull è il primo album in studio della cantante britannica Marianne Faithfull, pubblicato nel 1965.

## Tracce

### Edizione UK
1. Come and Stay With Me – 2:25 (Jackie DeShannon)
2. If I Never Get to Love You – 2:15 (Burt Bacharach, Hal David)
3. Time Takes Time – 1:40 (Barry Fantoni, Marianne Faithfull)
4. He'll Come Back to Me – 2:33 (Claude-Henri Vic, Michael Farr, Robert Gall)
5. Down Town – 2:45 (Tony Hatch)
6. Plaisir d'amour – 2:34 (David Whitaker)
7. Can't You Hear My Heartbeat – 2:24 (John Carter, Ken Lewis)
8. As Tears Go By – 2:35 (Andrew Loog Oldham, Mick Jagger, Keith Richards)
9. Paris Bells – 2:45 (Jon Birchell)
10. They Never Will Leave You – 2:07 (André Popp, Jean-Jacques Debout)
11. What Have They Done to the Rain – 2:53 (Malvina Reynolds)
12. In My Time of Sorrow – 2:20 (DeShannon, Jimmy Page)
13. What Have I Done Wrong – 1:50 (Farr)
14. I'm a Loser – 2:15 (John Lennon, Paul McCartney)

### Edizione USA
1. This Little Bird – 2:00 (John D. Loudermilk)
2. I'm a Loser – 2:15 (Lennon, McCartney)
3. What Have They Done to the Rain – 2:53 (Reynolds)
4. In My Time of Sorrow – 2:20 (DeShannon, Page)
5. What Have I Done Wrong – 1:50 (Farr)
6. Come and Stay With Me – 2:25 (DeShannon)
7. As Tears Go By – 2:35 (Oldham, Jagger, Richards)
8. If I Never Get to Love You – 2:15 (Bacharach, David)
9. Time Takes Time – 1:40 (Fantoni, Faithfull)
10. He'll Come Back to Me – 2:33 (Vic, Farr, Gall)
11. Paris Bells – 2:45 (Birchell)
12. Plaisir d'amour – 2:34 (Whitaker)